# Mistrzostwa Świata w Piłce Siatkowej Kobiet 2014 (eliminacje strefy CEV)
Eliminacje strefy CEV do Mistrzostw Świata w Piłce Siatkowej Kobiet 2014 odbywały się w trzech rundach kwalifikacyjnych i brało w nich udział 39 reprezentacji. Eliminacje wyłoniły 7 najlepszych zespołów, które awansowały do Mistrzostw Świata w Piłce Siatkowej Kobiet 2014. 
Ze strefy CEV bezpośredni awans jako gospodarz turnieju uzyskała reprezentacja Włoch oraz dwa najlepsze zespoły z Mistrzostw Europy w Piłce Siatkowej Kobiet 2013.

## Mistrzostwa Europy

### Klasyfikacja końcowa
| Miejsce | Reprezentacja |
| ------- | ------------- |
| złoto   | Rosja         |
| srebro  | Niemcy        |
| brąz    | Belgia        |
| 4.      | Serbia        |
| 5.      | Chorwacja     |
| 6.      | Włochy        |
| 7.      | Turcja        |
| 8.      | Francja       |
| 9.      | Holandia      |
| 10.     | Czechy        |
| 11.     | Polska        |
| 12.     | Białoruś      |
| 13.     | Bułgaria      |
| 14.     | Szwajcaria    |
| 15.     | Azerbejdżan   |
| 16.     | Hiszpania     |

     kwalifikacja do MŚ

## Pierwsza runda kwalifikacyjna

### Grupa A
Herceg Novi
Tabela
| Lp. | Drużyna              | Pkt | Mecze | Mecze | Mecze | Sety | Sety | Sety  | Małe punkty | Małe punkty | Małe punkty |
| Lp. | Drużyna              | Pkt | M     | W     | P     | wyg. | prz. | ratio | zdob.       | str.        | ratio       |
| --- | -------------------- | --- | ----- | ----- | ----- | ---- | ---- | ----- | ----------- | ----------- | ----------- |
| 1   | Chorwacja            | 9   | 3     | 3 (0) | 0 (0) | 9    | 1    | 9.000 | 248         | 144         | 1.722       |
| 2   | Czarnogóra           | 6   | 3     | 2 (0) | 1 (0) | 7    | 4    | 1.750 | 236         | 231         | 1.022       |
| 3   | Bośnia i Hercegowina | 2   | 3     | 1 (1) | 2 (0) | 4    | 8    | 0.500 | 234         | 256         | 0.914       |
| 4   | Mołdawia             | 1   | 3     | 0 (0) | 3 (1) | 2    | 9    | 0.222 | 171         | 258         | 0.663       |

Źródło: fivb.org
Punktacja: 3:0 i 3:1 – 3 pkt; 3:2 – 2 pkt; 2:3 – 1 pkt; 1:3 i 0:3 – 0 pkt
Zasady ustalania kolejności: 1. liczba punktów; 2. liczba zwycięstw; 3. stosunek setów; 4. stosunek małych punktów; 5. bilans w bezpośrednich meczach
     awans do trzeciej rundy kwalifikacji
     awans do drugiej rundy kwalifikacji

Wyniki
| Data  | Godz. | Drużyna 1            | Wynik | Drużyna 2            | 1     | 2     | 3     | 4     | 5    | Widzów | * |
| ----- | ----- | -------------------- | ----- | -------------------- | ----- | ----- | ----- | ----- | ---- | ------ | - |
| 24.05 | 17:30 | Chorwacja            | 3:0   | Bośnia i Hercegowina | 25:15 | 25:18 | 25:10 |       |      | 60     | 1 |
| 24.05 | 20:00 | Czarnogóra           | 3:0   | Macedonia Północna   | 25:10 | 25:20 | 25:20 |       |      | 80     | 2 |
| 25.05 | 17:30 | Chorwacja            | 3:0   | Macedonia Północna   | 25:15 | 25:13 | 25:10 |       |      | 50     | 3 |
| 25.05 | 20:00 | Bośnia i Hercegowina | 1:3   | Czarnogóra           | 25:23 | 17:25 | 18:25 | 23:25 |      | 60     | 4 |
| 26.05 | 17:30 | Macedonia Północna   | 2:3   | Bośnia i Hercegowina | 18:25 | 25:23 | 7:25  | 25:20 | 8:15 | 50     | 5 |
| 26.05 | 20:00 | Czarnogóra           | 1:3   | Chorwacja            | 17:25 | 7:25  | 25:23 | 14:25 |      | 70     | 6 |

### Grupa B
Mohylew
Tabela
| Lp. | Drużyna   | Pkt | Mecze | Mecze | Mecze | Sety | Sety | Sety  | Małe punkty | Małe punkty | Małe punkty |
| Lp. | Drużyna   | Pkt | M     | W     | P     | wyg. | prz. | ratio | zdob.       | str.        | ratio       |
| --- | --------- | --- | ----- | ----- | ----- | ---- | ---- | ----- | ----------- | ----------- | ----------- |
| 1   | Białoruś  | 9   | 3     | 3 (0) | 0 (0) | 9    | 0    | MAX   | 228         | 136         | 1.676       |
| 2   | Izrael    | 6   | 3     | 2 (0) | 1 (0) | 6    | 3    | 2.000 | 195         | 162         | 1.204       |
| 3   | Finlandia | 3   | 3     | 1 (0) | 2 (0) | 3    | 7    | 0.429 | 204         | 226         | 0.903       |
| 4   | Dania     | 0   | 3     | 0 (0) | 3 (0) | 1    | 9    | 0.111 | 145         | 248         | 0.585       |

Źródło: fivb.org
Punktacja: 3:0 i 3:1 – 3 pkt; 3:2 – 2 pkt; 2:3 – 1 pkt; 1:3 i 0:3 – 0 pkt
Zasady ustalania kolejności: 1. liczba punktów; 2. liczba zwycięstw; 3. stosunek setów; 4. stosunek małych punktów; 5. bilans w bezpośrednich meczach
     awans do trzeciej rundy kwalifikacji
     awans do drugiej rundy kwalifikacji

Wyniki
| Data  | Godz. | Drużyna 1 | Wynik | Drużyna 2 | 1     | 2     | 3     | 4     | 5 | Widzów | * |
| ----- | ----- | --------- | ----- | --------- | ----- | ----- | ----- | ----- | - | ------ | - |
| 24.05 | 15:30 | Izrael    | 3:0   | Dania     | 25:12 | 25:13 | 25:15 |       |   | 250    | 1 |
| 24.05 | 18:00 | Białoruś  | 3:0   | Finlandia | 25:23 | 28:26 | 25:10 |       |   | 1 000  | 2 |
| 25.05 | 15:30 | Dania     | 0:3   | Białoruś  | 12:25 | 9:25  | 11:25 |       |   | 600    | 3 |
| 25.05 | 18:00 | Finlandia | 0:3   | Izrael    | 13:25 | 12:25 | 22:25 |       |   | 120    | 4 |
| 26.05 | 15:30 | Dania     | 1:3   | Finlandia | 13:25 | 15:25 | 25:23 | 20:25 |   | 70     | 5 |
| 26.05 | 18:00 | Białoruś  | 3:0   | Izrael    | 25:15 | 25:12 | 25:18 |       |   | 1 000  | 6 |

### Grupa C
Kortrijk
Tabela
| Lp. | Drużyna           | Pkt | Mecze | Mecze | Mecze | Sety | Sety | Sety  | Małe punkty | Małe punkty | Małe punkty |
| Lp. | Drużyna           | Pkt | M     | W     | P     | wyg. | prz. | ratio | zdob.       | str.        | ratio       |
| --- | ----------------- | --- | ----- | ----- | ----- | ---- | ---- | ----- | ----------- | ----------- | ----------- |
| 1   | Belgia            | 9   | 3     | 3 (0) | 0 (0) | 9    | 0    | MAX   | 225         | 100         | 2.250       |
| 2   | Szwajcaria        | 6   | 3     | 2 (0) | 1 (0) | 6    | 4    | 1.500 | 222         | 186         | 1.194       |
| 3   | Portugalia        | 3   | 3     | 1 (0) | 2 (0) | 4    | 6    | 0.667 | 204         | 211         | 0.967       |
| 4   | Irlandia Północna | 0   | 3     | 0 (0) | 3 (0) | 0    | 9    | 0.000 | 71          | 225         | 0.316       |

Źródło: fivb.org
Punktacja: 3:0 i 3:1 – 3 pkt; 3:2 – 2 pkt; 2:3 – 1 pkt; 1:3 i 0:3 – 0 pkt
Zasady ustalania kolejności: 1. liczba punktów; 2. liczba zwycięstw; 3. stosunek setów; 4. stosunek małych punktów; 5. bilans w bezpośrednich meczach
     awans do trzeciej rundy kwalifikacji
     awans do drugiej rundy kwalifikacji

Wyniki
| Data  | Godz. | Drużyna 1         | Wynik | Drużyna 2         | 1     | 2     | 3     | 4     | 5 | Widzów | * |
| ----- | ----- | ----------------- | ----- | ----------------- | ----- | ----- | ----- | ----- | - | ------ | - |
| 23.05 | 15:00 | Portugalia        | 1:3   | Szwajcaria        | 29:27 | 19:25 | 23:25 | 22:25 |   | 75     | 1 |
| 24.05 | 15:00 | Szwajcaria        | 3:0   | Irlandia Północna | 25:6  | 25:2  | 25:10 |       |   | 75     | 2 |
| 24.05 | 17:30 | Belgia            | 3:0   | Portugalia        | 25:11 | 25:9  | 25:16 |       |   | 420    | 3 |
| 25.05 | 15:00 | Irlandia Północna | 0:3   | Belgia            | 7:25  | 4:25  | 8:25  |       |   | 850    | 3 |
| 26.05 | 15:00 | Irlandia Północna | 0:3   | Portugalia        | 13:25 | 12:25 | 9:25  |       |   | 350    | 5 |
| 26.05 | 17:30 | Szwajcaria        | 0:3   | Belgia            | 13:25 | 10:25 | 22:25 |       |   | 1 800  | 6 |

### Grupa D
Łuck
Tabela
| Lp. | Drużyna  | Pkt | Mecze | Mecze | Mecze | Sety | Sety | Sety  | Małe punkty | Małe punkty | Małe punkty |
| Lp. | Drużyna  | Pkt | M     | W     | P     | wyg. | prz. | ratio | zdob.       | str.        | ratio       |
| --- | -------- | --- | ----- | ----- | ----- | ---- | ---- | ----- | ----------- | ----------- | ----------- |
| 1   | Ukraina  | 9   | 3     | 3 (0) | 0 (0) | 9    | 1    | 9.000 | 247         | 160         | 1.544       |
| 2   | Węgry    | 6   | 3     | 2 (0) | 1 (0) | 7    | 3    | 2.333 | 229         | 188         | 1.218       |
| 3   | Albania  | 3   | 3     | 1 (0) | 2 (0) | 3    | 6    | 0.500 | 161         | 216         | 0.745       |
| 4   | Mołdawia | 0   | 3     | 0 (0) | 3 (0) | 0    | 9    | 0.000 | 153         | 226         | 0.677       |

Źródło: fivb.org
Punktacja: 3:0 i 3:1 – 3 pkt; 3:2 – 2 pkt; 2:3 – 1 pkt; 1:3 i 0:3 – 0 pkt
Zasady ustalania kolejności: 1. liczba punktów; 2. liczba zwycięstw; 3. stosunek setów; 4. stosunek małych punktów; 5. bilans w bezpośrednich meczach
     awans do trzeciej rundy kwalifikacji
     awans do drugiej rundy kwalifikacji

Wyniki
| Data  | Godz. | Drużyna 1 | Wynik | Drużyna 2 | 1     | 2     | 3     | 4     | 5 | Widzów | * |
| ----- | ----- | --------- | ----- | --------- | ----- | ----- | ----- | ----- | - | ------ | - |
| 24.05 | 17:00 | Albania   | 0:3   | Ukraina   | 9:25  | 14:25 | 17:25 |       |   | 350    | 1 |
| 24.05 | 19:30 | Węgry     | 3:0   | Mołdawia  | 25:16 | 25:17 | 25:13 |       |   | 150    | 2 |
| 25.05 | 17:00 | Ukraina   | 3:0   | Mołdawia  | 25:6  | 25:16 | 25:19 |       |   | 300    | 3 |
| 25.05 | 19:30 | Albania   | 0:3   | Węgry     | 13:25 | 14:25 | 18:25 |       |   | 100    | 4 |
| 26.05 | 17:00 | Ukraina   | 3:1   | Węgry     | 25:17 | 22:25 | 25:21 | 25:16 |   | 370    | 5 |
| 26.05 | 19:30 | Mołdawia  | 0:3   | Albania   | 22:25 | 24:26 | 20:25 |       |   | 70     | 6 |

### Grupa E
Poprad
Tabela
| Lp. | Drużyna       | Pkt | Mecze | Mecze | Mecze | Sety | Sety | Sety  | Małe punkty | Małe punkty | Małe punkty |
| Lp. | Drużyna       | Pkt | M     | W     | P     | wyg. | prz. | ratio | zdob.       | str.        | ratio       |
| --- | ------------- | --- | ----- | ----- | ----- | ---- | ---- | ----- | ----------- | ----------- | ----------- |
| 1   | Słowacja      | 8   | 3     | 3 (1) | 0 (0) | 9    | 3    | 3.000 | 285         | 211         | 1.351       |
| 2   | Grecja        | 6   | 3     | 2 (0) | 1 (0) | 7    | 3    | 2.333 | 230         | 197         | 1.168       |
| 3   | Austria       | 4   | 3     | 1 (0) | 2 (1) | 5    | 6    | 0.833 | 242         | 221         | 1.095       |
| 4   | Liechtenstein | 0   | 3     | 0 (0) | 3 (0) | 0    | 9    | 0.000 | 97          | 225         | 0.431       |

Źródło: fivb.org
Punktacja: 3:0 i 3:1 – 3 pkt; 3:2 – 2 pkt; 2:3 – 1 pkt; 1:3 i 0:3 – 0 pkt
Zasady ustalania kolejności: 1. liczba punktów; 2. liczba zwycięstw; 3. stosunek setów; 4. stosunek małych punktów; 5. bilans w bezpośrednich meczach
     awans do trzeciej rundy kwalifikacji
     awans do drugiej rundy kwalifikacji

Wyniki
| Data  | Godz. | Drużyna 1     | Wynik | Drużyna 2     | 1     | 2     | 3     | 4     | 5     | Widzów | * |
| ----- | ----- | ------------- | ----- | ------------- | ----- | ----- | ----- | ----- | ----- | ------ | - |
| 24.05 | 15:30 | Austria       | 0:3   | Grecja        | 23:25 | 20:25 | 22:25 |       |       | 75     | 1 |
| 24.05 | 18:00 | Słowacja      | 3:0   | Liechtenstein | 25:9  | 25:10 | 25:10 |       |       | 500    | 2 |
| 25.05 | 15:30 | Grecja        | 3:0   | Liechtenstein | 25:9  | 25:12 | 25:11 |       |       | 120    | 3 |
| 25.05 | 18:00 | Słowacja      | 3:2   | Austria       | 22:25 | 23:25 | 25:23 | 25:17 | 15:12 | 720    | 4 |
| 26.05 | 15:30 | Liechtenstein | 0:3   | Austria       | 14:25 | 8:25  | 14:25 |       |       | 85     | 5 |
| 26.05 | 18:00 | Grecja        | 1:3   | Słowacja      | 27:25 | 21:25 | 21:25 | 11:25 |       | 700    | 6 |

### Grupa F
Dyneburg
Tabela
| Lp. | Drużyna  | Pkt | Mecze | Mecze | Mecze | Sety | Sety | Sety  | Małe punkty | Małe punkty | Małe punkty |
| Lp. | Drużyna  | Pkt | M     | W     | P     | wyg. | prz. | ratio | zdob.       | str.        | ratio       |
| --- | -------- | --- | ----- | ----- | ----- | ---- | ---- | ----- | ----------- | ----------- | ----------- |
| 1   | Estonia  | 9   | 3     | 3 (0) | 0 (0) | 9    | 0    | MAX   | 225         | 131         | 1.718       |
| 2   | Łotwa    | 6   | 3     | 2 (0) | 1 (0) | 6    | 3    | 2.000 | 191         | 192         | 0.995       |
| 3   | Litwa    | 3   | 3     | 1 (0) | 2 (0) | 3    | 6    | 0.500 | 188         | 198         | 0.949       |
| 4   | Islandia | 0   | 3     | 0 (0) | 3 (0) | 0    | 9    | 0.000 | 142         | 225         | 0.631       |

Źródło: fivb.org
Punktacja: 3:0 i 3:1 – 3 pkt; 3:2 – 2 pkt; 2:3 – 1 pkt; 1:3 i 0:3 – 0 pkt
Zasady ustalania kolejności: 1. liczba punktów; 2. liczba zwycięstw; 3. stosunek setów; 4. stosunek małych punktów; 5. bilans w bezpośrednich meczach
     awans do trzeciej rundy kwalifikacji
     awans do drugiej rundy kwalifikacji

Wyniki
| Data  | Godz. | Drużyna 1 | Wynik | Drużyna 2 | 1     | 2     | 3     | 4 | 5 | Widzów | * |
| ----- | ----- | --------- | ----- | --------- | ----- | ----- | ----- | - | - | ------ | - |
| 24.05 | 16:30 | Litwa     | 3:0   | Islandia  | 25:15 | 25:12 | 25:18 |   |   | 200    | 1 |
| 24.05 | 19:00 | Łotwa     | 0:3   | Estonia   | 13:25 | 16:25 | 9:25  |   |   | 400    | 2 |
| 25.05 | 16:00 | Islandia  | 0:3   | Estonia   | 16:25 | 15:25 | 10:25 |   |   | 250    | 3 |
| 25.05 | 18:30 | Litwa     | 0:3   | Łotwa     | 26:28 | 14:25 | 21:25 |   |   | 600    | 4 |
| 26.05 | 16:00 | Islandia  | 0:3   | Łotwa     | 16:25 | 21:25 | 19:25 |   |   | 200    | 5 |
| 26.05 | 18:30 | Estonia   | 3:0   | Litwa     | 25:12 | 25:19 | 25:21 |   |   | 150    | 6 |

### Grupa G
Bormla
Tabela
| Lp. | Drużyna    | Pkt | Mecze | Mecze | Mecze | Sety | Sety | Sety   | Małe punkty | Małe punkty | Małe punkty |
| Lp. | Drużyna    | Pkt | M     | W     | P     | wyg. | prz. | ratio  | zdob.       | str.        | ratio       |
| --- | ---------- | --- | ----- | ----- | ----- | ---- | ---- | ------ | ----------- | ----------- | ----------- |
| 1   | Cypr       | 12  | 4     | 4 (0) | 0 (0) | 12   | 1    | 12.000 | 226         | 160         | 1.413       |
| 2   | San Marino | 9   | 4     | 3 (0) | 1 (0) | 9    | 6    | 1.500  | 227         | 210         | 1.081       |
| 3   | Szkocja    | 5   | 4     | 2 (1) | 2 (0) | 3    | 5    | 0.600  | 165         | 170         | 0.971       |
| 4   | Luksemburg | 3   | 4     | 1 (1) | 3 (1) | 7    | 11   | 0.636  | 240         | 269         | 0.892       |
| 5   | Malta      | 1   | 4     | 0 (0) | 4 (1) | 3    | 9    | 0.333  | 219         | 266         | 0.823       |

Źródło: fivb.org
Punktacja: 3:0 i 3:1 – 3 pkt; 3:2 – 2 pkt; 2:3 – 1 pkt; 1:3 i 0:3 – 0 pkt
Zasady ustalania kolejności: 1. liczba punktów; 2. liczba zwycięstw; 3. stosunek setów; 4. stosunek małych punktów; 5. bilans w bezpośrednich meczach
     awans do trzeciej rundy kwalifikacji
Wyniki
| Data  | Godz. | Drużyna 1  | Wynik | Drużyna 2  | 1     | 2     | 3     | 4     | 5     | Widzów | *  |
| ----- | ----- | ---------- | ----- | ---------- | ----- | ----- | ----- | ----- | ----- | ------ | -- |
| 28.06 | 14:00 | Luksemburg | 2:3   | Szkocja    | 11:25 | 25:22 | 22:25 | 25:22 | 12:15 | 25     | 1  |
| 28.06 | 17:30 | Cypr       | 3:0   | San Marino | 25:14 | 26:24 | 25:20 |       |       | 50     | 2  |
| 28.06 | 20:00 | Malta      | 2:3   | Luksemburg | 25:20 | 9:25  | 17:25 | 25:17 | 9:15  | 100    | 3  |
| 29.06 | 10:00 | Cypr       | 3:0   | Malta      | 25:21 | 25:16 | 25:22 |       |       | 30     | 4  |
| 29.06 | 13:00 | San Marino | 3:0   | Szkocja    | 25:20 | 25:17 | 25:19 |       |       | 25     | 5  |
| 29.06 | 17:30 | Luksemburg | 0:3   | Cypr       | 10:25 | 13:25 | 20:25 |       |       | 25     | 6  |
| 29.06 | 20:00 | Malta      | 1:3   | San Marino | 20:25 | 10:25 | 25:14 | 23:25 |       | 116    | 7  |
| 30.06 | 10:00 | Szkocja    | 1:3   | Cypr       | 22:25 | 25:16 | 22:25 | 21:25 |       | 75     | 8  |
| 30.06 | 12:30 | San Marino | 3:2   | Luksemburg | 25:20 | 26:28 | 25:14 | 18:25 | 15:11 | 50     | 9  |
| 30.06 | 16:00 | Szkocja    | 3:0   | Malta      | 25:22 | 25:19 | 26:24 |       |       | 150    | 10 |

## Druga runda kwalifikacyjna

### Grupa H
Ra’ananna
Tabela
| Lp. | Drużyna    | Pkt | Mecze | Mecze | Mecze | Sety | Sety | Sety  | Małe punkty | Małe punkty | Małe punkty |
| Lp. | Drużyna    | Pkt | M     | W     | P     | wyg. | prz. | ratio | zdob.       | str.        | ratio       |
| --- | ---------- | --- | ----- | ----- | ----- | ---- | ---- | ----- | ----------- | ----------- | ----------- |
| 1   | Węgry      | 12  | 5     | 4 (1) | 1 (1) | 14   | 7    | 2.000 | 474         | 425         | 1.115       |
| 2   | Izrael     | 12  | 5     | 4 (1) | 1 (1) | 14   | 7    | 2.000 | 451         | 452         | 0.998       |
| 3   | Szwajcaria | 9   | 5     | 3 (1) | 2 (1) | 12   | 8    | 1.500 | 446         | 393         | 1.135       |
| 4   | Grecja     | 8   | 5     | 3 (1) | 2 (0) | 11   | 9    | 1.222 | 465         | 433         | 1.074       |
| 5   | Łotwa      | 2   | 5     | 1 (1) | 4 (0) | 5    | 14   | 0.357 | 395         | 440         | 0.898       |
| 6   | Czarnogóra | 2   | 5     | 0 (0) | 5 (2) | 4    | 15   | 0.267 | 370         | 448         | 0.826       |

Źródło: fivb.org
Punktacja: 3:0 i 3:1 – 3 pkt; 3:2 – 2 pkt; 2:3 – 1 pkt; 1:3 i 0:3 – 0 pkt
Zasady ustalania kolejności: 1. liczba punktów; 2. liczba zwycięstw; 3. stosunek setów; 4. stosunek małych punktów; 5. bilans w bezpośrednich meczach
     awans do trzeciej rundy kwalifikacji

Wyniki
| Data  | Godz. | Drużyna 1  | Wynik | Drużyna 2  | 1     | 2     | 3     | 4     | 5     | Widzów | *  |
| ----- | ----- | ---------- | ----- | ---------- | ----- | ----- | ----- | ----- | ----- | ------ | -- |
| 02.10 | 15:00 | Grecja     | 1:3   | Węgry      | 22:25 | 25:16 | 26:28 | 17:25 |       | 50     | 1  |
| 02.10 | 17:30 | Czarnogóra | 0:3   | Szwajcaria | 22:25 | 20:25 | 15:25 |       |       | 50     | 2  |
| 02.10 | 20:00 | Izrael     | 3:1   | Łotwa      | 25:21 | 25:15 | 8:25  | 25:20 |       | 150    | 3  |
| 03.10 | 15:00 | Szwajcaria | 3:2   | Węgry      | 23:25 | 25:19 | 19:25 | 25:19 | 15:9  | 50     | 4  |
| 03.10 | 17:30 | Łotwa      | 0:3   | Grecja     | 23:25 | 20:25 | 21:25 |       |       | 80     | 5  |
| 03.10 | 20:00 | Czarnogóra | 0:3   | Izrael     | 15:25 | 19:25 | 20:25 |       |       | 200    | 6  |
| 04.10 | 15:00 | Węgry      | 3:1   | Łotwa      | 21:25 | 25:21 | 25:17 | 25:10 |       | 60     | 7  |
| 04.10 | 17:30 | Izrael     | 3:2   | Szwajcaria | 25:22 | 25:21 | 14:25 | 11:25 | 17:15 | 500    | 8  |
| 04.10 | 20:00 | Grecja     | 3:2   | Czarnogóra | 23:25 | 25:17 | 20:25 | 25:19 | 15:8  | 70     | 9  |
| 05.10 | 15:00 | Szwajcaria | 3:0   | Łotwa      | 25:15 | 25:14 | 25:23 |       |       | 60     | 10 |
| 05.10 | 17:30 | Czarnogóra | 0:3   | Węgry      | 22:25 | 17:25 | 15:25 |       |       | 90     | 11 |
| 05.10 | 20:00 | Izrael     | 3:1   | Grecja     | 20:25 | 25:21 | 30:28 | 25:23 |       | 500    | 12 |
| 06.10 | 15:00 | Łotwa      | 3:2   | Czarnogóra | 27:25 | 23:25 | 22:25 | 25:20 | 18:16 | 90     | 13 |
| 06.10 | 17:30 | Grecja     | 3:1   | Szwajcaria | 25:16 | 25:21 | 20:25 | 25:19 |       | 100    | 14 |
| 06.10 | 20:00 | Węgry      | 3:2   | Izrael     | 23:25 | 24:26 | 25:18 | 25:20 | 15:12 | 300    | 15 |

## Trzecia runda kwalifikacyjna

### Grupa I
Ankara
Tabela
| Lp. | Drużyna | Pkt | Mecze | Mecze | Mecze | Sety | Sety | Sety  | Małe punkty | Małe punkty | Małe punkty |
| Lp. | Drużyna | Pkt | M     | W     | P     | wyg. | prz. | ratio | zdob.       | str.        | ratio       |
| --- | ------- | --- | ----- | ----- | ----- | ---- | ---- | ----- | ----------- | ----------- | ----------- |
| 1   | Turcja  | 9   | 3     | 3 (0) | 0 (0) | 9    | 0    | MAX   | 225         | 126         | 1.786       |
| 2   | Rumunia | 5   | 3     | 2 (1) | 1 (0) | 6    | 5    | 1.200 | 239         | 223         | 1.072       |
| 3   | Ukraina | 4   | 3     | 1 (0) | 2 (1) | 5    | 6    | 0.833 | 222         | 224         | 0.991       |
| 4   | Cypr    | 0   | 3     | 0 (0) | 3 (0) | 0    | 9    | 0.000 | 112         | 225         | 0.498       |

Źródło: fivb.org
Punktacja: 3:0 i 3:1 – 3 pkt; 3:2 – 2 pkt; 2:3 – 1 pkt; 1:3 i 0:3 – 0 pkt
Zasady ustalania kolejności: 1. liczba punktów; 2. liczba zwycięstw; 3. stosunek setów; 4. stosunek małych punktów; 5. bilans w bezpośrednich meczach
     awans do MŚ
Wyniki
| Data  | Godz. | Drużyna 1 | Wynik | Drużyna 2 | 1     | 2     | 3     | 4     | 5     | Widzów | * |
| ----- | ----- | --------- | ----- | --------- | ----- | ----- | ----- | ----- | ----- | ------ | - |
| 03.01 | 17:30 | Cypr      | 0:3   | Turcja    | 9:25  | 9:25  | 12:25 |       |       | 800    | 1 |
| 03.01 | 20:30 | Rumunia   | 3:2   | Ukraina   | 23:25 | 26:24 | 19:25 | 25:21 | 15:12 | 250    | 2 |
| 04.01 | 15:00 | Turcja    | 3:0   | Ukraina   | 25:7  | 25:12 | 25:21 |       |       | 4783   | 3 |
| 04.01 | 18:00 | Cypr      | 0:3   | Rumunia   | 15:25 | 17:25 | 9:25  |       |       | 248    | 4 |
| 05.01 | 15:00 | Turcja    | 3:0   | Rumunia   | 25:15 | 25:23 | 25:18 |       |       | 5375   | 5 |
| 05.01 | 18:00 | Ukraina   | 3:0   | Cypr      | 25:16 | 25:12 | 25:13 |       |       | 200    | 6 |

### Grupa J
Baku
Tabela
| Lp. | Drużyna     | Pkt | Mecze | Mecze | Mecze | Sety | Sety | Sety  | Małe punkty | Małe punkty | Małe punkty |
| Lp. | Drużyna     | Pkt | M     | W     | P     | wyg. | prz. | ratio | zdob.       | str.        | ratio       |
| --- | ----------- | --- | ----- | ----- | ----- | ---- | ---- | ----- | ----------- | ----------- | ----------- |
| 1   | Azerbejdżan | 8   | 3     | 3 (1) | 0 (0) | 9    | 3    | 3.000 | 274         | 225         | 1.218       |
| 2   | Serbia      | 7   | 3     | 2 (0) | 1 (1) | 8    | 3    | 2.667 | 250         | 200         | 1.250       |
| 3   | Izrael      | 3   | 3     | 1 (0) | 2 (0) | 4    | 6    | 0.667 | 192         | 228         | 0.842       |
| 4   | Estonia     | 0   | 3     | 0 (0) | 3 (0) | 0    | 9    | 0.000 | 162         | 225         | 0.720       |

Źródło: fivb.org
Punktacja: 3:0 i 3:1 – 3 pkt; 3:2 – 2 pkt; 2:3 – 1 pkt; 1:3 i 0:3 – 0 pkt
Zasady ustalania kolejności: 1. liczba punktów; 2. liczba zwycięstw; 3. stosunek setów; 4. stosunek małych punktów; 5. bilans w bezpośrednich meczach
     awans do MŚ
Wyniki
| Data  | Godz. | Drużyna 1   | Wynik | Drużyna 2   | 1     | 2     | 3     | 4     | 5     | Widzów | * |
| ----- | ----- | ----------- | ----- | ----------- | ----- | ----- | ----- | ----- | ----- | ------ | - |
| 03.01 | 16:00 | Serbia      | 3:0   | Estonia     | 25:21 | 25:18 | 25:15 |       |       | 200    | 1 |
| 03.01 | 19:00 | Azerbejdżan | 3:1   | Izrael      | 25:15 | 25:21 | 19:25 | 25:15 |       | 1500   | 2 |
| 04.01 | 16:00 | Serbia      | 3:0   | Izrael      | 25:9  | 25:12 | 25:20 |       |       | 100    | 3 |
| 04.01 | 19:00 | Estonia     | 0:3   | Azerbejdżan | 17:25 | 19:25 | 13:25 |       |       | 1200   | 4 |
| 05.01 | 16:00 | Izrael      | 3:0   | Estonia     | 25:21 | 25:20 | 25:18 |       |       | 200    | 5 |
| 05.01 | 19:00 | Azerbejdżan | 3:2   | Serbia      | 19:25 | 25:18 | 18:25 | 25:16 | 18:16 | 1900   | 6 |

### Grupa K

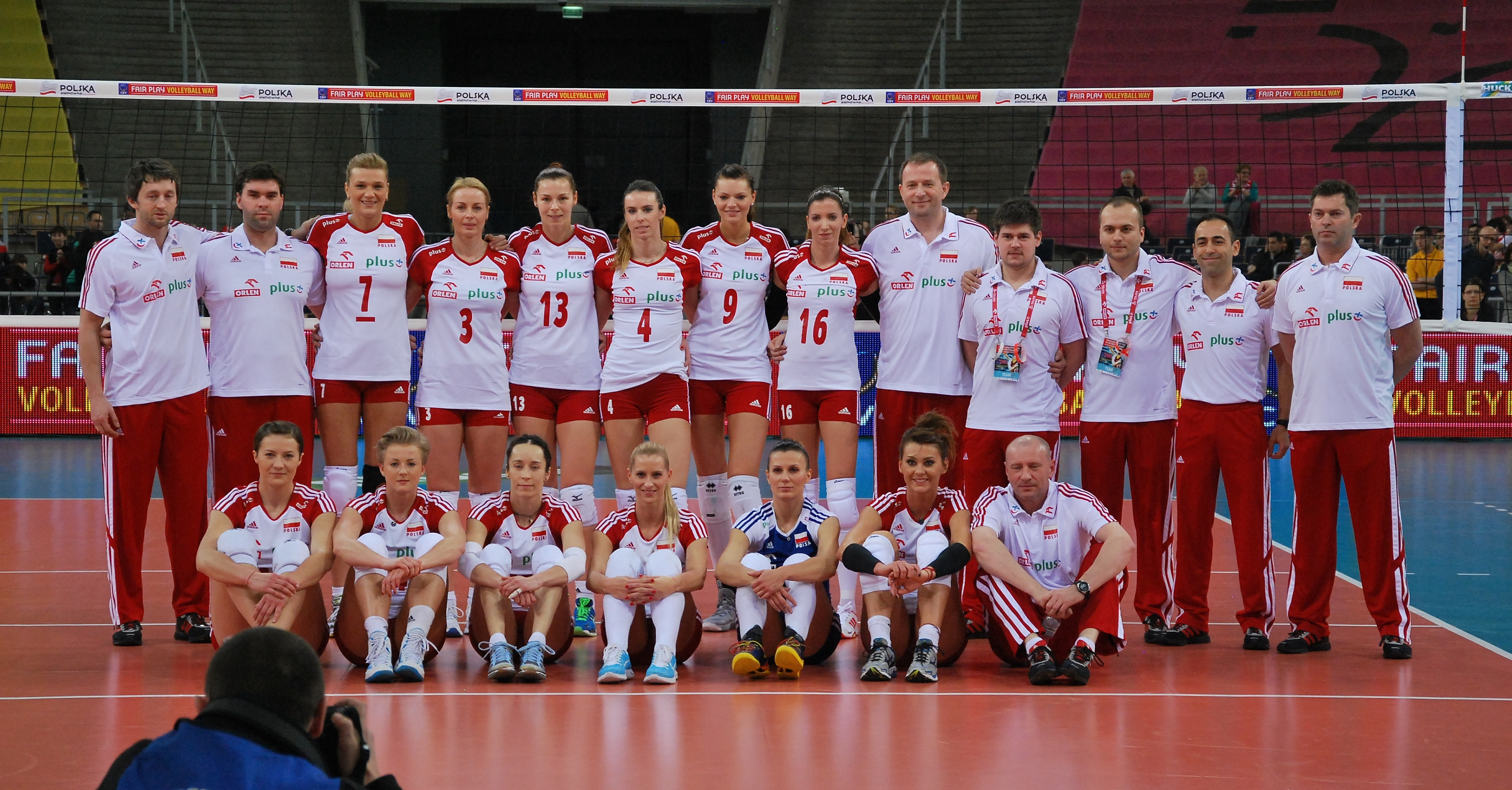
Reprezentacja Polski, kwalifikacje do Mistrzostw Świata 2014

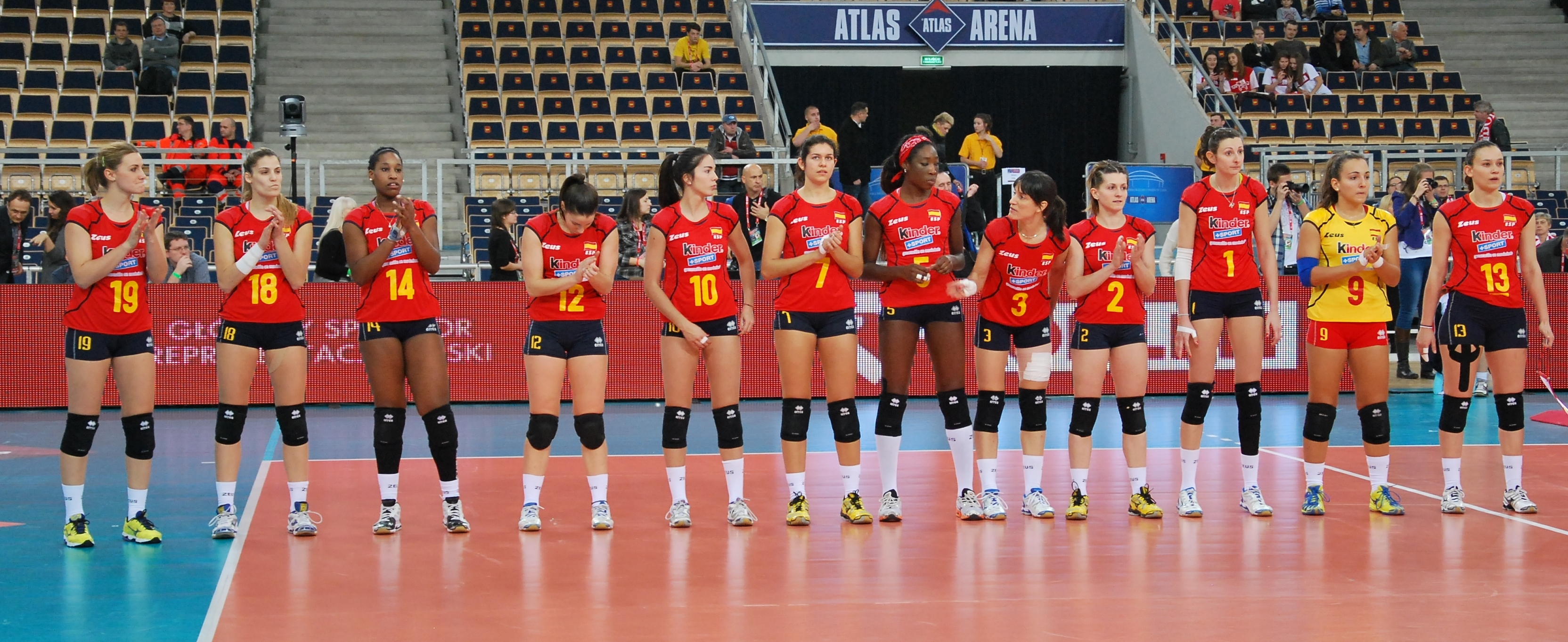
Reprezentacja Hiszpanii, kwalifikacje do Mistrzostw Świata 2014

Łódź
Tabela
| Lp. | Drużyna    | Pkt | Mecze | Mecze | Mecze | Sety | Sety | Sety  | Małe punkty | Małe punkty | Małe punkty |
| Lp. | Drużyna    | Pkt | M     | W     | P     | wyg. | prz. | ratio | zdob.       | str.        | ratio       |
| --- | ---------- | --- | ----- | ----- | ----- | ---- | ---- | ----- | ----------- | ----------- | ----------- |
| 1   | Belgia     | 9   | 3     | 3 (0) | 0 (0) | 9    | 0    | MAX   | 227         | 154         | 1.474       |
| 2   | Polska     | 6   | 3     | 2 (0) | 1 (0) | 6    | 3    | 2.000 | 215         | 158         | 1.361       |
| 3   | Hiszpania  | 3   | 3     | 1 (0) | 2 (0) | 3    | 7    | 0.429 | 183         | 230         | 0.796       |
| 4   | Szwajcaria | 0   | 3     | 0 (0) | 3 (0) | 1    | 9    | 0.111 | 157         | 240         | 0.654       |

Źródło: fivb.org
Punktacja: 3:0 i 3:1 – 3 pkt; 3:2 – 2 pkt; 2:3 – 1 pkt; 1:3 i 0:3 – 0 pkt
Zasady ustalania kolejności: 1. liczba punktów; 2. liczba zwycięstw; 3. stosunek setów; 4. stosunek małych punktów; 5. bilans w bezpośrednich meczach
     awans do MŚ
Wyniki
| Data  | Godz. | Drużyna 1  | Wynik | Drużyna 2  | 1     | 2     | 3     | 4     | 5 | Widzów | * |
| ----- | ----- | ---------- | ----- | ---------- | ----- | ----- | ----- | ----- | - | ------ | - |
| 03.01 | 17:30 | Hiszpania  | 0:3   | Belgia     | 20:25 | 18:25 | 12:25 |       |   | 1459   | 1 |
| 03.01 | 20:30 | Szwajcaria | 0:3   | Polska     | 14:25 | 15:25 | 9:25  |       |   | 4100   | 2 |
| 04.01 | 17:30 | Belgia     | 3:0   | Szwajcaria | 25:11 | 25:16 | 25:12 |       |   | 2519   | 3 |
| 04.01 | 20:30 | Polska     | 3:0   | Hiszpania  | 25:13 | 25:12 | 25:18 |       |   | 6560   | 4 |
| 05.01 | 17:30 | Szwajcaria | 1:3   | Hiszpania  | 19:25 | 22:25 | 25:15 | 14:25 |   | 2715   | 5 |
| 05.01 | 20:30 | Polska     | 0:3   | Belgia     | 20:25 | 20:25 | 25:27 |       |   | 6950   | 6 |

### Grupa L
Rovinj
Tabela
| Lp. | Drużyna   | Pkt | Mecze | Mecze | Mecze | Sety | Sety | Sety  | Małe punkty | Małe punkty | Małe punkty |
| Lp. | Drużyna   | Pkt | M     | W     | P     | wyg. | prz. | ratio | zdob.       | str.        | ratio       |
| --- | --------- | --- | ----- | ----- | ----- | ---- | ---- | ----- | ----------- | ----------- | ----------- |
| 1   | Chorwacja | 8   | 3     | 3 (1) | 0 (0) | 9    | 3    | 3.000 | 278         | 220         | 1.264       |
| 2   | Holandia  | 7   | 3     | 2 (0) | 1 (1) | 8    | 3    | 2.667 | 260         | 219         | 1.187       |
| 3   | Węgry     | 2   | 3     | 1 (1) | 2 (0) | 3    | 8    | 0.375 | 185         | 249         | 0.743       |
| 4   | Francja   | 1   | 3     | 0 (0) | 3 (1) | 3    | 9    | 0.333 | 232         | 267         | 0.869       |

Źródło: fivb.org
Punktacja: 3:0 i 3:1 – 3 pkt; 3:2 – 2 pkt; 2:3 – 1 pkt; 1:3 i 0:3 – 0 pkt
Zasady ustalania kolejności: 1. liczba punktów; 2. liczba zwycięstw; 3. stosunek setów; 4. stosunek małych punktów; 5. bilans w bezpośrednich meczach
     awans do MŚ
Wyniki
| Data  | Godz. | Drużyna 1 | Wynik | Drużyna 2 | 1     | 2     | 3     | 4     | 5     | Widzów | * |
| ----- | ----- | --------- | ----- | --------- | ----- | ----- | ----- | ----- | ----- | ------ | - |
| 03.01 | 17:15 | Francja   | 0:3   | Holandia  | 18:25 | 18:25 | 28:30 |       |       | 150    | 1 |
| 03.01 | 20:15 | Chorwacja | 3:0   | Węgry     | 25:20 | 25:10 | 25:16 |       |       | 1400   | 2 |
| 04.01 | 17:15 | Holandia  | 3:0   | Węgry     | 25:15 | 25:19 | 25:11 |       |       | 200    | 3 |
| 04.01 | 20:15 | Francja   | 1:3   | Chorwacja | 19:25 | 25:18 | 15:25 | 10:25 |       | 1400   | 4 |
| 05.01 | 17:15 | Węgry     | 3:2   | Francja   | 12:25 | 17:25 | 25:22 | 25:23 | 15:4  | 200    | 5 |
| 05.01 | 20:15 | Chorwacja | 3:2   | Holandia  | 25:18 | 25:23 | 22:25 | 22:25 | 16:14 | 1500   | 6 |

### Grupa M
Samokow
Tabela
| Lp. | Drużyna  | Pkt | Mecze | Mecze | Mecze | Sety | Sety | Sety  | Małe punkty | Małe punkty | Małe punkty |
| Lp. | Drużyna  | Pkt | M     | W     | P     | wyg. | prz. | ratio | zdob.       | str.        | ratio       |
| --- | -------- | --- | ----- | ----- | ----- | ---- | ---- | ----- | ----------- | ----------- | ----------- |
| 1   | Bułgaria | 9   | 3     | 3 (0) | 0 (0) | 9    | 2    | 4.500 | 282         | 214         | 1.318       |
| 3   | Czechy   | 6   | 3     | 2 (0) | 1 (0) | 6    | 3    | 2.000 | 209         | 188         | 1.112       |
| 2   | Słowacja | 3   | 3     | 1 (0) | 2 (0) | 4    | 7    | 0.571 | 235         | 258         | 0.911       |
| 4   | Białoruś | 0   | 3     | 0 (0) | 3 (0) | 2    | 9    | 0.222 | 209         | 275         | 0.760       |

Źródło: fivb.org
Punktacja: 3:0 i 3:1 – 3 pkt; 3:2 – 2 pkt; 2:3 – 1 pkt; 1:3 i 0:3 – 0 pkt
Zasady ustalania kolejności: 1. liczba punktów; 2. liczba zwycięstw; 3. stosunek setów; 4. stosunek małych punktów; 5. bilans w bezpośrednich meczach
     awans do MŚ
Wyniki
| Data  | Godz. | Drużyna 1 | Wynik | Drużyna 2 | 1     | 2     | 3     | 4     | 5 | Widzów | * |
| ----- | ----- | --------- | ----- | --------- | ----- | ----- | ----- | ----- | - | ------ | - |
| 03.01 | 17:30 | Słowacja  | 1:3   | Bułgaria  | 13:25 | 19:25 | 26:24 | 24:26 |   | 600    | 1 |
| 03.01 | 20:30 | Białoruś  | 0:3   | Czechy    | 20:25 | 15:25 | 18:25 |       |   | 200    | 2 |
| 04.01 | 17:30 | Bułgaria  | 3:0   | Czechy    | 25:14 | 25:19 | 25:22 |       |   | 1300   | 3 |
| 04.01 | 20:30 | Słowacja  | 3:1   | Białoruś  | 18:25 | 25:18 | 25:20 | 25:16 |   | 150    | 4 |
| 05.01 | 17:30 | Bułgaria  | 3:1   | Białoruś  | 25:11 | 32:34 | 25:9  | 25:23 |   | 800    | 5 |
| 05.01 | 20:30 | Czechy    | 3:0   | Słowacja  | 29:27 | 25:12 | 25:21 |       |   | 100    | 6 |